# Sonu Nigam
Sonu Nigam (Faridabad, 30 luglio 1973) è un cantante, compositore, musicista e attore indiano.
Canta e incide in diverse lingue, comprese le lingue kannada, hindi, oriya, tamil, assamese, punjabi, bengalese, malayalam, marathi, telugu e nepalese. Nell'ambito del cinema è attivo come attore e cantante (doppiatore).

## Discografia
- 1993-1995 - Rafi Ki Yaadein Vol 10-20
- 1995 - Shradhanjali to Mohd Rafi
- 1997 - Sapne Ki Baat
- 1998 - Kismat
- 1999 - Mausam
- 1999 - Pariyon Se
- 1999 - Deewana
- 2000 - Jaan
- 2001 - Yaad
- 2003 - Kurie Mili Hai Kamal
- 2005 - Chanda Ki Doli
- 2007 - Colours of Love	Punjabi/Hindi
- 2007 - Pyar
- 2008 - Classically Mild
- 2008 - Maha Ganesha
- 2008 - Kal Aaj Aur Kal
- 2009 - Punjabi Please
- 2008 - Rafi Resurrected
- 2008 - Pehli Mulakaat (2 volumes)
- 2009 - Neene Bari Neene
- 2010 - Yeh Naya Naya
- 2011 - Let's Go For Glory (singolo con Jermaine Jackson)
- 2011 - I Wanna Go (Desi Remix) (con Britney Spears)
- 2011 - Kushal Chapal Gati (Single)
- 2011 - Maiye Ni Kyun Nahin Boldi
- 2012 - The One	Hindi
- 2013 - Avicii vs. Sonu Nigam - Indian Levels
- 2013 - The Music Room
- 2017 - KSHMR ft. Sonu Nigam - Underwater